# Selección femenina de fútbol de India
La selección femenina de fútbol de India está controlado por la Federación de Fútbol de la India y representa a la India en las competiciones internacionales femeninas de fútbol. El equipo femenino volvió a jugar el 7 de septiembre de 2012 después de casi un paréntesis de un año.

## Historia
El primer entrenador fue Sushil Bhattacharya, en 1975. Fue subcampeona en la Copa Asiática Femenina de la AFC de 1979 y de 1983 al perder la final con China Taipéi y Tailandia respectivamente. Participaron en las eliminatorias para los Juegos Olímpicos de 2012 en marzo de 2011. En su primer partido venció al anfitrión del grupo Bangladés, por 3-0. En la segunda ronda, jugó contra Uzbekistán, donde empataron el primer partido 1-1 pero perdieron el partido de vuelta por 1-5 y fueron oficialmente eliminados. El equipo indio gana gran éxito en las competiciones SAFF. Ganaron el Campeonato Femenino de la SAFF cuatro veces seguidas sin perder un solo juego. Además, ganaron dos medallas de oro en los Juegos de Asia del Sur.

## Estadísticas

### Copa Mundial Femenina de Fútbol
| Edición | Resultado      | Posición       | PJ             | PG             | PE             | PP             | GF             | GC             |
| ------- | -------------- | -------------- | -------------- | -------------- | -------------- | -------------- | -------------- | -------------- |
| 1991    | No participó   | No participó   | No participó   | No participó   | No participó   | No participó   | No participó   | No participó   |
| 1995    | No participó   | No participó   | No participó   | No participó   | No participó   | No participó   | No participó   | No participó   |
| 1999    | No clasificó   | No clasificó   | No clasificó   | No clasificó   | No clasificó   | No clasificó   | No clasificó   | No clasificó   |
| 2003    | No clasificó   | No clasificó   | No clasificó   | No clasificó   | No clasificó   | No clasificó   | No clasificó   | No clasificó   |
| 2007    | No clasificó   | No clasificó   | No clasificó   | No clasificó   | No clasificó   | No clasificó   | No clasificó   | No clasificó   |
| 2011    | No participó   | No participó   | No participó   | No participó   | No participó   | No participó   | No participó   | No participó   |
| 2015    | No clasificó   | No clasificó   | No clasificó   | No clasificó   | No clasificó   | No clasificó   | No clasificó   | No clasificó   |
| 2019    | No clasificó   | No clasificó   | No clasificó   | No clasificó   | No clasificó   | No clasificó   | No clasificó   | No clasificó   |
| 2023    | No clasificó   | No clasificó   | No clasificó   | No clasificó   | No clasificó   | No clasificó   | No clasificó   | No clasificó   |
| 2027    | Por disputarse | Por disputarse | Por disputarse | Por disputarse | Por disputarse | Por disputarse | Por disputarse | Por disputarse |
| Total   | 0/9            | -              | -              | -              | -              | -              | -              | -              |

### Copa Asiática Femenina de la AFC
| Edición | Resultado               | Posición                | PJ                      | PG                      | PE                      | PP                      | GF                      | GC                      |
| ------- | ----------------------- | ----------------------- | ----------------------- | ----------------------- | ----------------------- | ----------------------- | ----------------------- | ----------------------- |
| 1975    | No existía la selección | No existía la selección | No existía la selección | No existía la selección | No existía la selección | No existía la selección | No existía la selección | No existía la selección |
| 1977    | No existía la selección | No existía la selección | No existía la selección | No existía la selección | No existía la selección | No existía la selección | No existía la selección | No existía la selección |
| 1979    | Sexto lugar             | 6.º                     | 5                       | 1                       | 0                       | 4                       | 1                       | 12                      |
| 1981    | Tercer lugar            | 3.º                     | 5                       | 3                       | 1                       | 1                       | 15                      | 1                       |
| 1983    | Subcampeón              | 2.º                     | 6                       | 4                       | 0                       | 2                       | 11                      | 5                       |
| 1986    | No clasificó            | No clasificó            | No clasificó            | No clasificó            | No clasificó            | No clasificó            | No clasificó            | No clasificó            |
| 1989    | No clasificó            | No clasificó            | No clasificó            | No clasificó            | No clasificó            | No clasificó            | No clasificó            | No clasificó            |
| 1991    | No clasificó            | No clasificó            | No clasificó            | No clasificó            | No clasificó            | No clasificó            | No clasificó            | No clasificó            |
| 1993    | No clasificó            | No clasificó            | No clasificó            | No clasificó            | No clasificó            | No clasificó            | No clasificó            | No clasificó            |
| 1995    | Fase de grupos          | 11.º                    | 3                       | 0                       | 0                       | 3                       | 0                       | 12                      |
| 1997    | Fase de grupos          | 5.º                     | 3                       | 2                       | 0                       | 1                       | 13                      | 1                       |
| 1999    | Fase de grupos          | 11.º                    | 4                       | 1                       | 0                       | 3                       | 3                       | 12                      |
| 2001    | Fase de grupos          | 10.º                    | 4                       | 1                       | 0                       | 3                       | 3                       | 13                      |
| 2003    | Fase de grupos          | 9.º                     | 3                       | 1                       | 0                       | 2                       | 7                       | 14                      |
| 2006    | No clasificó            | No clasificó            | No clasificó            | No clasificó            | No clasificó            | No clasificó            | No clasificó            | No clasificó            |
| 2008    | No clasificó            | No clasificó            | No clasificó            | No clasificó            | No clasificó            | No clasificó            | No clasificó            | No clasificó            |
| 2010    | No participó            | No participó            | No participó            | No participó            | No participó            | No participó            | No participó            | No participó            |
| 2014    | No clasificó            | No clasificó            | No clasificó            | No clasificó            | No clasificó            | No clasificó            | No clasificó            | No clasificó            |
| 2018    | No clasificó            | No clasificó            | No clasificó            | No clasificó            | No clasificó            | No clasificó            | No clasificó            | No clasificó            |
| 2022    | Se retiró               | Se retiró               | Se retiró               | Se retiró               | Se retiró               | Se retiró               | Se retiró               | Se retiró               |
| Total   | 8/20                    | 8.º                     | 33                      | 13                      | 1                       | 19                      | 53                      | 70                      |

## Últimos y próximos encuentros
Actualizado al último partido jugado el 4 de junio de 2024
| Fecha      | Ciudad   | Local      | Resultado | Visitante | Competición                   |
| ---------- | -------- | ---------- | --------- | --------- | ----------------------------- |
| 21-02-2024 | Alanya   | India      | 4:3       | Estonia   | Turkish Women's Cup 2024      |
| 24-02-2024 | Alanya   | India      | 2:0       | Hong Kong | Turkish Women's Cup 2024      |
| 27-02-2024 | Alanya   | Kosovo     | 1:0       | India     | Turkish Women's Cup 2024      |
| 31-05-2024 | Taskent  | Uzbekistán | 3:0       | India     | Partido amistoso              |
| 04-06-2024 | Taskent  | Uzbekistán | 0:0       | India     | Partido amistoso              |
| 09-07-2024 | Rangún   | Birmania   | -:-       | India     | Partido amistoso              |
| 12-09-2024 | Rangún   | Birmania   | -:-       | India     | Partido amistoso              |
| 19-10-2024 | Katmandú | India      | -:-       | Pakistán  | Campeonato Femenino SAFF 2024 |
| 22-10-2024 | Katmandú | Bangladés  | -:-       | India     | Campeonato Femenino SAFF 2024 |